# شهريار موغانلو
شهريار موغانلو ( (بالفارسية: شهريار مغانلو)، 21 ديسمبر 1994) هو لاعب كرة قدم إيراني محترف يلعب في مركز الهجوم مع نادي كلباء الإماراتي والمنتخب الوطني الإيراني.

## وصلات خارجية
- شهريار موغانلو على موقع قاعدة بيانات كرة القدم.إي يو (الإنجليزية)
- شهريار موغانلو على موقع Soccerway.com (الإنجليزية)